# Ján Molka
Ján Molka (* 12. dubna 1955, Terňa) je bývalý slovenský fotbalista, útočník. Po skončení aktivní kariéry působí jako trenér u mládeže a v nižších soutěžích.

## Fotbalová kariéra
V československé lize hrál za Tatran Prešov. V československé lize nastoupil v 132 utkáních a dal 22 gólů. Dále hrál za Chemlon Humenné, Partizán Bardejov a na vojně za Duklu Banská Bystrica. Hrál za československou reprezentaci do 18 let.

## Ligová bilance
| Ročník                                        | Zápasy | Góly | Klub                  |
| --------------------------------------------- | ------ | ---- | --------------------- |
| 2. československá fotbalová liga 1974/1975    | 19     | 5    | Tatran Prešov         |
| 2. československá fotbalová liga 1975/1976    | 10     | 1    | Dukla Banská Bystrica |
| 2. československá fotbalová liga 1976/1977    | 20     | 1    | Dukla Banská Bystrica |
| 1. československá fotbalová liga 1977/1978    | 1      | 0    | Tatran Prešov         |
| 1. slovenská národní fotbalová liga 1977/1978 | 21     | 4    | Chemlon Humenné       |
| 1. slovenská národní fotbalová liga 1978/1979 | 30     | 8    | Chemlon Humenné       |
| 1. slovenská národní fotbalová liga 1979/1980 | 30     | 4    | Chemlon Humenné       |
| 1. slovenská národní fotbalová liga 1980/1981 | 25     | 0    | Chemlon Humenné       |
| 1. slovenská národní fotbalová liga 1981/1982 | 29     | 8    | Chemlon Humenné       |
| 1. slovenská národní fotbalová liga 1982/1983 | 15     | 5    | Chemlon Humenné       |
| 1. československá fotbalová liga 1982/1983    | 12     | 1    | Tatran Prešov         |
| 1. československá fotbalová liga 1983/1984    | 26     | 4    | Tatran Prešov         |
| 1. československá fotbalová liga 1984/1985    | 23     | 3    | Tatran Prešov         |
| 1. československá fotbalová liga 1985/1986    | 29     | 4    | Tatran Prešov         |
| 1. československá fotbalová liga 1986/1987    | 24     | 6    | Tatran Prešov         |
| 1. československá fotbalová liga 1987/1988    | 17     | 4    | Tatran Prešov         |
| 2. slovenská národní fotbalová liga 1988/1989 | 20     | 5    | Partizán Bardejov     |
| CELKEM 1. liga                                | 132    | 22   |                       |

## Trenérská kariéra
- 1997-2001 Tatran Prešov - 1. Dorastenecká liga
- 1997/1998 vicemajstri SR - 1. Dorastenecká liga
- 1998/1999 majstri SR - 1. Dorastenecká liga
- 1999/2000 majstri SR - 1. Dorastenecká liga
- 1998-2000 asistent trenéra U19 SR
- 2001-2002 - 2.liga - HFC Humenné
- 2002-2003 - 2.liga - Tatran Prešov
- 2003-2006 - Tatran Prešov - ml. žáci 1. liga